# Dynastie des Kanva
Cet article possède des paronymes, voir Canevas et Canva.

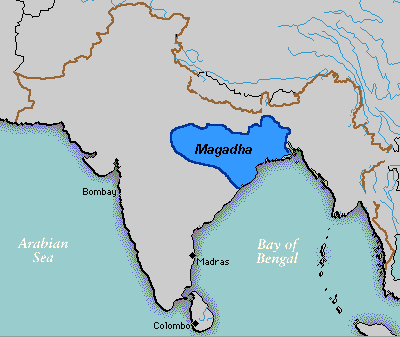
Le Magadha (sanskrit : मगध) est le plus grand des seize royaumes de l'Inde ancienne.

La dynastie Kanva, fondée par Vasudeva, succède à la  dynastie Shunga dans le Magadha, dans la partie orientale de l'Inde de 72 à 27 av. J.-C. ou de 78 à 28 av. J.-C.. 
En 72 av. J.-C., Devabhuti, le dernier roi Shunga est assassiné par une jeune esclave envoyée par le ministre brahmane Vasudeva Kanva qui usurpe le trône et fonde la dynastie Kanva. Quatre rois Kanva se sont succédé avant d'être victimes du royaume Satavahana des Andhra du Dekkan et de la poussée indo-scythe vers 30 av. J.-C.
- Vasudeva (v. 72 - v. 63 av. J.-C.)
- Bhumimitra (v. 63 - c. 52 av. J.-C.)
- Narayana (v. 49 - c. 37 av. J.-C.)
- Susarman (v. 37 - c. 27 av. J.-C.)